# 水野晶子
水野 晶子（みずの あきこ、1958年12月18日 - ）は、日本のフリーアナウンサー・アマチュアの落語家。
1981年から1991年3月31日までは、大阪テレビタレントビューローに所属しながら、毎日放送（MBS）との間でアナウンサーとしての専属契約を締結。1991年4月1日付でMBSに正社員で入社してからは、2018年12月31日に定年で退職するまで、アナウンサーとして勤務していた。

## 概要
大阪府生まれの滋賀県育ち（草津市出身）で、滋賀県立膳所高等学校から神戸市外国語大学へ進学した。大学卒業後の1981年4月に、大阪テレビタレントビューローと契約。MBS専属のアナウンサーとして同局の番組へ出演した後に、1991年4月に専門職（アナウンサー、後に一般職）の社員として入社した。水野以前にも、佐々木美絵が同様の経緯で同社の正社員になっている。
アナウンサーを志したのは小学4年生からで、「（当時大ファンだった）布施明に仕事で会える」という理由で、学生時代には音楽番組の司会を目指していた。MBSのアナウンサーになったきっかけは、大学への在学中に、MBSのアナウンサーだった角淳一がパーソナリティを務めるMBSラジオの音楽生ワイド番組（タイトル不詳）のアシスタントを選ぶオーディションへ参加したことにある。水野が「舟唄」（八代亜紀）を十八番にしていることを角に伝えたところ、角から目の前で歌うように勧められた。ところが、「突然の勧めで頭が真っ白になった」という水野は「舟唄」を歌えないまま角の前で号泣。これに対して、角は「（オーディションで求めていた）タレントというより、アナウンサーに向いている」という言葉で水野を慰めたという。結局、水野はアシスタントに採用されなかったものの、オーディションから半年後にMBSとの間でアナウンサーとしての専属契約を締結。角淳一が当時同社のアナウンサーだったことから、角の部下になった。
大阪テレビタレントビューローへの在籍中から、『諸口あきらのイブニングレーダー』（毎日放送ラジオ報道部が制作していたMBSラジオ平日夕方の生ワイド番組）へ出演。後継番組の『情報ラヂオ・スパイス!』『MBSニュースワイドアングル』でも長年パーソナリティやアシスタントを務めた。
2005年4月の番組改編で、上記番組の放送枠が平日の早朝（06:00 - 07:45）に移動したのを機に、冠番組『はやみみラジオ!水野晶子です』でメインパーソナリティを担当。2008年3月に同番組が終了すると、同年4月から平日夜間に放送を開始した『MBSニュースレーダー』で金曜日（「ニュースレーダー 金曜は水野です」）でもパーソナリティを務めた。その一方で、『諸口あきらのイブニングレーダー』時代から、毎日新聞社の近藤勝重（大阪本社社会部記者→「サンデー毎日」編集長→東京本社専門編集委員）と番組でたびたび共演。MBSラジオで『はやみみラジオ!水野晶子です』以降に出演の生放送番組では、2012年度のプロ野球オフ期間を除いて、2014年3月27日まで近藤勝重によるラジオコラム「しあわせの雑学」で聞き手を務めていた。
MBSテレビの深夜番組『シネマチップス』で当時の後輩アナウンサーの三上智恵と映画批評を展開するほど、映画に対する造詣も深い。同番組の終了後も、アナウンサーや管理職としての仕事のかたわら、大阪毎日文化センターで「水野晶子のシネマトーク」と題した講義を担当していた。
テレビ番組については、前述の『シネマチップス』のほか、平日の午前中に放送されていた大阪株式市況関連の番組で長らくキャスターを担当。毎日放送アナウンサー室の企画による『あどりぶランド』（当時の現役アナウンサーが全員登場することで知られた深夜番組）へ出演する機会も多かったが、ラジオ報道部が制作する生放送番組を担当する機会が増えるにつれて、登場の頻度は減っていた。現に、2007年10月15日放送の『ちちんぷいぷい』（角が2011年9月30日までレギュラーで出演していた平日午後の情報番組）の「今日のポン!」コーナーに、MBSラジオが聴取率調査週間に合わせて設定する「スペシャルウィーク」のPRで、ラジオパーソナリティの1人として出演するまでは、ほぼ6年間『MBSニュース』以外出演していなかった。その後も出演番組を事実上ラジオ番組に限っていたが、角が2017年10月6日から『ちちんぷいぷい』の金曜日に「もう興奮させんといて～」（自身の発案によって同日から始まったコーナー）のパネラーとしてレギュラー出演を再開したことを受けて、同日放送の「もう興奮させんといて～」にプレゼンターの1人としてテレビ番組へ久々に出演した。
2009年10月から2012年9月までは、『MBSニュースレーダー』の後継番組『RadioNews たね蒔きジャーナル』で、月～水曜日と金曜日のメインキャスターを担当。2012年10月以降は、ラジオ報道部（当時存在していた部局）が制作する『報道するラジオ』をはじめ、MBSラジオの複数の番組でパーソナリティを務めていた。このように、専属契約アナウンサー時代の1981年から37年間にわたってラジオ報道部制作の生ワイド番組に出演してきたが、2018年の誕生日で毎日放送の定年（60歳）に到達。このため、『報道するラジオ』の終了（3月26日）を機に、MBSラジオの生放送番組やラジオ報道部制作の報道番組から勇退した。『報道するラジオ』最終回当日の『MBSマンデースペシャル』（19:00 - 20:00）では、「水野晶子が振り返る ラジオと報道の37年」を放送。その一方で、レギュラーを務める収録番組には、2018年の4月改編以降も引き続き出演している。
その一方で、「音楽番組の司会」という学生時代の目標も、定年2年前の2016年4月から『野村啓司の懐メロ♪ジュークボックス』（MBSラジオで毎週金曜日の深夜に放送される事前収録の音楽番組）で野村啓司（毎日放送出身のフリーアナウンサー）のパートナーを務めることによって達成された。かつての上司だった野村からの指名による起用だったが、上記のように報道番組の担当が長かった水野は当初、指名を固辞していた。しかし、当時亡くなったばかりで、生前「音楽と無縁」と思われていた実父の遺品から偶然『千曲川』（五木ひろし）のカセットテープを発見。この一件が縁で後に指名を受諾すると、レギュラーではテレビ・ラジオを通じても初めての音楽番組ながら、2019年3月29日深夜放送分まで3年間にわたってパートナーを務めた。
2018年12月31日（月曜日）に、毎日放送を定年退職。この退職によって、専属契約期間を経て毎日放送へ入社した現役のアナウンサーが、同局から姿を消した。毎日放送アナウンサーとしての最終出演番組は、定年の当日にMBSラジオで放送された『弁護士の放課後 ほな行こか〜』（2012年4月からパーソナリティを務めている事前収録番組）。
ちなみに、毎日放送アナウンサー室が制作するテレビ番組のうち、『あどりぶランド』（1984年1月 -　1998年3月）には専属契約アナウンサー時代から随時登場していた。 2018年7月からレギュラー放送を開始した『コトノハ図鑑』については、アナウンサー室全体で取り組む企画に参加していたものの、定年で退職するまで出演の機会がなかった。その一方で、同年夏には、『野村啓司の懐メロ♪ジュークボックス』などの番組で随時共演している大山慎介（STVラジオ『ちょっと暮らし北海道』パーソナリティ、株式会社北海道田舎プロデュース代表取締役、元・北海道庁職員）からの勧めによって、1ヶ月間の休暇を取得したうえで北海道での「ちょっと暮らし」（短期移住）を体験した。
定年退職後の2019年1月以降は、フリーアナウンサーやアマチュアの落語家として活動。定年退職時点でのレギュラー番組（詳細後述）への出演（MBSラジオ以外の他局には、ゲストを含め出演していない）や「水野晶子のシネマトーク」の講師を続ける一方で、落語やドキュメンタリー朗読（インタビュー取材に基づく朗読）などへ本格的に取り組むほか、2019年4月からは大阪毎日文化センターで「こころの朗読&トーク」の講師も務める。

## 受賞歴
いずれも毎日放送のアナウンサー時代
- 第43回ギャラクシー賞ラジオ部門DJパーソナリティ賞
  - 『はやみみラジオ!水野晶子です』
- 日本女性放送者懇談会放送ウーマン賞2008[7]
- 第42回（2016年度）アノンシスト賞ラジオ・ナレーション部門最優秀賞

## 出演番組

### 現在

#### ラジオ
いずれもMBSラジオが制作
- しあわせの五・七・五→575で生き方再発見　まるっと!しあわせ川柳（2008年4月 - 、土曜5:15 - 5:45→土曜5:00 - 5:30）
  - 毎日放送アナウンサー時代からの出演番組。2018年3月31日までは生放送であったため、放送後の6・7時台には、ラジオ限定で定時ニュース（「MBSニュース」）も担当していた。
  - 『しあわせの五・七・五』の開始当初から「川柳師範」として出演していた近藤勝重（南海放送の記者を経て毎日新聞社で大阪本社の論説委員・『サンデー毎日』の編集長・東京本社の夕刊編集長や客員編集委員を歴任）が2024年5月10日に逝去したことを受けて、2024年6月28日をもって放送を終了。同年8月25日の「MBSマンデースペシャル」（19:00 - 20:00）では、『しあわせの五・七・五』における近藤の発言をアーカイブ音源で振り返る特別番組（『近藤勝重が伝えたかった言葉』）が放送されることを受けて、水野がナビゲーターに起用された。
  - 2024年7月5日から放送されている『575で生き方再発見　まるっと!しあわせ川柳』では、『しあわせの五・七・五』の趣旨と放送枠を引き継ぐ一方で、水野のパートナーに東村雅夫（まるむし商店）を迎えている。
- 松井愛のすこ〜し愛して♥ 金曜日（2021年4月16日 - ）
  - 毎日放送アナウンサー時代の後輩・松井愛がパーソナリティを務める平日ランチタイムの生ワイド番組で、金曜日に週替わりで迎える「ゲストパートナー」の1人として出演。

### 過去

#### 毎日放送アナウンサー時代

##### ラジオ
- 毎日ニュース → MBSニュース
  - 「しあわせの五・七・五」が生放送番組であった2018年3月までは、同番組の本番後に、土曜6時・7時台の定時ニュース（生ワイド番組への内包分）を担当。2013年度のプロ野球シーズン編成以降は一時、生ワイド番組への内包分を含めて、木曜日の夜間も担当していた。
- MBSニュースレーダー（「ニュースレーダー　金曜は水野です」パーソナリティ、2008年4月3日～2009年10月2日）
- はやみみラジオ!水野晶子です（2005年4月～2008年3月28日）
- ペンギンタイム おはようサンスター
- 歌のない歌謡曲[2]
- トーク最前線
- 諸口あきらのイブニングレーダー[2]
  - 『MBSイブニングレーダー』として放送を開始した1984年10月から、2002年3月22日の最終回まで、主にアシスタントとして。
- 情報ラヂオ・スパイス!（月・火曜アシスタント、金曜「スパイスかわら版」パーソナリティ、2002年4月8日～2002年12月30日）
- MBSニュースワイドアングル（月・火・金曜パーソナリティ、2003年1月6日～2005年3月22日）
- RadioNews たね蒔きジャーナル（月～水曜・金曜メインキャスター、2009年10月6日～2012年9月29日）
- ニュースタックル（2011年まで毎年12月31日に編成された生放送の特別番組、パーソナリティ、2012年からは『報道するラジオ』の年末特別番組へ移行）
- 週刊ますだスポーツ
  - 「MBSニュース」に続いて、内包コーナーの「しあわせの雑学」で近藤勝重の相手役を担当。同番組は9年間続いたが、2014年3月27日に終了。
- 報道するラジオ（2012年10月 - 2018年3月26日、パーソナリティ）
- 国政選挙の開票特別番組（関西ローカル放送）
  - 2017年10月22日投・開票の第48回衆議院議員総選挙まで、メインキャスターを担当。

以上はいずれも、在職中に存在していた「ラジオ報道部」制作の生放送番組。
- ラジオマガジン水曜日（当時の上司だった角とともにパーソナリティを担当）[1]
- MBSええ女倶楽部（月曜日）
  - 表記こそ違うが、「MBSアナブログ」の運用開始（2018年4月）まで更新していた公式ブログのタイトルも「エエ女くらぶ」である。
- with…夜はラジオと決めてます（2012年度のプロ野球オフ番組）
  - 水曜日のニュースキャスターと、木曜日の報道系企画「ニュース深掘り」のナビゲーターを担当。
- ナイターのあともラジオと決めちゃってます?木曜日（2013年のプロ野球シーズン限定番組）
  - 「きょうのニュース」のキャスターおよび「しあわせの雑学」の聞き手として出演。
- 野村啓司の懐メロ♪ジュークボックス（2016年4月1日 - 2019年3月29日、土曜0:10 - 1:05→土曜0:20 - 1:10→土曜0:00 - 1:00→土曜0:20 - 1:10）
  - 毎日放送のアナウンサー時代から出演。歌謡曲に造詣の深い近藤勝重も、月に1回のペースで登場している。
- 弁護士の放課後 ほな行こか～（2012年10月 - 2021年3月29日）
  - 毎日放送のアナウンサー時代から出演。放送上は、同局のアナウンサーとして最後に出演した番組でもあった。

##### テレビ
- MBSニュース（不定期）
  - ラジオ報道部が制作する生放送番組へレギュラーで出演してきたため、実際には担当の機会が少なかった。
- 大阪株式市況（『証券レーダー北浜ホットライン』からメインキャスターを担当）
- あどりぶランド
- シネマチップス

#### フリーアナウンサーへの転身後

##### ラジオ
- 近藤勝重のしあわせ散歩　寄り道して行こう（MBSラジオ、2019年4月7日 - 2020年3月29日、基本として日曜21:30 - 22:00）